# Anschlag in Istanbul am 9. Juli 2008

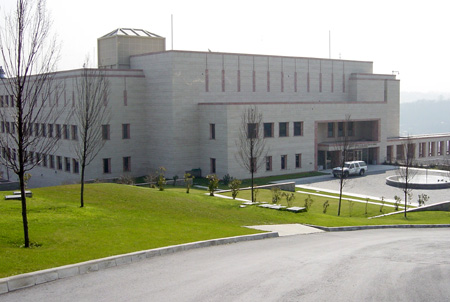
US-Generalkonsulat in Istanbul

Beim Anschlag in Istanbul am 9. Juli 2008 griffen drei Attentäter mit Schusswaffen einen Polizeiposten vor dem US-Generalkonsulat in Istanbul an. Die drei Terroristen wurden getötet. Auf Seiten der Polizei waren drei Tote zu beklagen. Eine Person wurde verletzt.
Im Dezember 2008 wurden zwei al-Qaida-Mitglieder verhaftet; ihnen wird eine Mittäterschaft vorgeworfen.